# Provincia di Abra
Abra è una provincia delle Filippine situata nella parte nord-occidentale interna dell'isola di Luzon nella Regione Amministrativa Cordillera, percorsa dal fiume Abra (160 km).
L'agricoltura produce canna da zucchero e cereali e dalle foreste si ricavano grandi quantità di legname. Il capoluogo della provincia è Bangued.

## Geografia politica
La provincia di Abra è composta da 27 municipalità.

### Municipalità
- Bangued
- Boliney
- Bucay
- Bucloc
- Daguioman
- Danglas
- Dolores
- La Paz
- Lacub
- Lagangilang
- Lagayan
- Langiden
- Licuan-Baay
- Luba

- Malibcong
- Manabo
- Peñarrubia
- Pidigan
- Pilar
- Sallapadan
- San Isidro
- San Juan
- San Quintín
- Tayum
- Tineg
- Tubo
- Villaviciosa